# Tolve
Tolve ist eine italienische Gemeinde mit 2933 Einwohnern (Stand am 31. Dezember 2023) in der Provinz Potenza in der Region Basilikata.
Der antike Name von Tolve lautet Tulbium.
Die Nachbargemeinden sind Albano di Lucania, Cancellara, Irsina (MT), Oppido Lucano, San Chirico Nuovo, Tricarico (MT) und Vaglio Basilicata.

## Partnerstadt
- Chieri